# Kim Gook-hee
Kim Gook-hee (en hangul, 김국희; nacida en Daejeon el 1 de diciembre de 1985) es una actriz surcoreana de teatro musical, de cine y televisión.

## Carrera
Kim Gook-hee empezó su carrera en 2003 como actriz musical, ámbito donde ha obtenido sus primeros premios, pero empezó a ser conocida por el gran público gracias a sus apariciones en televisión: primero en la serie I Hate Going to Work (KBS 2TV, 2019) y al año siguiente con Pasillos de hospital, donde interpreta a una paciente de cáncer.
Todavía en 2020 fue la madre dominante de Ji-won en Do You Like Brahms?, con un registro completamente distinto a sus personajes televisivos anteriores, y a continuación una de las pocas supervivientes de la casa de Sweet Home.
En junio del mismo año firmó un contrato de representación con la agencia Story J Company.
Desde 2017 empezó también a aparecer en cine como actriz de reparto, desde One Line, Microhabitat y 1987: When the Day Comes. Aparte de estas tres películas, también ha tenido una papel destacado en La frecuencia del amor, de 2019 (como la madre de la protagonista, interpretada por Kim Go-eun).
En 2022 ha tenido papeles de reparto en la taquillera película Emergency Declaration, así como en las series de televisión Tracer (MBC) y Call My Agent! (tvN).Al año siguiente también tuvo un papel de reparto en el filme de terror Sleep, que constituyó igualmente un éxito de taquilla.

## Filmografía

### Películas
| Año  | Título                   | Papel             | Notas                                                                | Ref.   |
| ---- | ------------------------ | ----------------- | -------------------------------------------------------------------- | ------ |
| 2017 | One Line                 | Joo-hee           |                                                                      | [ 7 ]  |
| 2017 | 1987: When the Day Comes | Han Byeong-yong   |                                                                      |        |
| 2017 | Microhabitat             | Hyeon-jeong       |                                                                      | [ 13 ] |
| 2018 | Kim Ji-young: Born 1982  | Madre de Soo-bin  |                                                                      |        |
| 2019 | La frecuencia del amor   | Eun-ja            |                                                                      | [ 8 ]  |
| 2019 | Bring Me Home            | Madre de Jin-wook |                                                                      |        |
| 2020 | Like That Again Today    | Kook-hee          | Pel. colectiva, protagonista de la parte The Season of the Next Step | [ 14 ] |
| 2021 | My Son                   | Madre de Jun      |                                                                      | [ 15 ] |
| 2021 | Chorokbam                | Eun-hye           |                                                                      |        |
| 2021 | Bernarda Alba            | Martirio          | Basada en el musical homónimo                                        | [ 16 ] |
| 2022 | Emergency Declaration    | Mi-ryang          |                                                                      | [ 17 ] |
| 2022 | Kill Me                  |                   |                                                                      | [ 18 ] |
| 2023 | Sleep                    | Min-jeong         |                                                                      | [ 12 ] |

### Series de televisión
| Año   | Título               | Papel            | Canal              | Notas                        | Ref.          |
| ----- | -------------------- | ---------------- | ------------------ | ---------------------------- | ------------- |
| 2019  | I Hate Going to Work | Yang Seon-yeong  | KBS 2TV            |                              | [ 19 ]        |
| 2020  | Pasillos de hospital | Gal Ba-ram       | tvN, Netflix       |                              | [ 20 ] [ 21 ] |
| 2020  | Do You Like Brahms?  | Madre de Ji-won  | SBS                |                              | [ 5 ]         |
| 2020  | Sweet Home           | Son Hye-in       | Netflix            | Serie web                    | [ 6 ] [ 22 ]  |
| 2021  | Jirisan              | Dra. Yoon Su-jin | tvN                |                              | [ 23 ]        |
| 2022  | Tracer               | Noh Sun-joo      | MBC                |                              | [ 3 ]         |
| 2022  | Anomalías            | Goo Hye-yeon     | Netflix            | Serie web                    | [ 24 ]        |
| 2022  | Call My Agent!       | Yoo Eun-soo      | tvN                |                              | [ 25 ] [ 26 ] |
| 2023  | Moving               | Hong Seong-hwa   | Disney+            | Serie web                    | [ 27 ]        |
| 2024  | Hide                 | Joo Shin-hwa     | Coupang Play, JTBC |                              | [ 28 ] [ 29 ] |
| Prog. | Concrete Market      | Mi-sun           | TVING              | Serie web - tít. provisional | [ 30 ] [ 31 ] |

### Musicales
| Año  | Título        | Hangul          | Papel                     | Notas                                                             | Ref.          |
| ---- | ------------- | --------------- | ------------------------- | ----------------------------------------------------------------- | ------------- |
| 2012 | Laundry       | 빨래            | Propietaria de la pensión | Diversas reposiciones desde 2012 hasta 2017                       | [ 32 ]        |
| 2015 | Taxi driver   | 택시 드리벌     | Pasajera                  | Salón Yonkang del Centro de Arte Doosan                           | [ 33 ]        |
| 2017 | Red Book      | 레드북          | Dorothy y Violeta         | Gran Teatro de las Artes de Daehakro                              | [ 32 ]        |
| 2018 | Barnum        | 바넘            | Joyce Heath               | Gran Teatro del Centro de Arte Chungmu                            | [ 34 ]        |
| 2018 | Bernarda Alba | 베르나르다 알바 | Criada y Prudencia        | Fundación Cultural Wooran                                         | [ 32 ] [ 35 ] |
| 2019 | The Helmet    | 더 헬멧         |                           | Centro Sejong para el Teatro S de las Artes Escénicas             | [ 36 ]        |
| 2020 | Gwangju       | 광주            | Ángel de la calle         | Gran Teatro del Centro de Arte Daehangno de la Universidad Hongik | [ 37 ]        |
| 2021 | Bernarda Alba | 베르나르다 알바 | Martirio                  | Teatro Nacional Jeongdong (Seúl)                                  | [ 22 ]        |
| 2021 | Taeil         | 태일            |                           | Daehak-ro TOM Pabellón 2                                          | [ 38 ]        |
| 2021 | Red Book      | 레드북          | Dorothy y Violeta         | Gran Teatro del Centro de Arte Daehangno de la Universidad Hongik | [ 32 ]        |

## Premios y nominaciones
| Año  | Premio                      | Categoría                            | Papel                  | Resultado | Ref.          |
| ---- | --------------------------- | ------------------------------------ | ---------------------- | --------- | ------------- |
| 2018 | 7th Yegreen Musical Award   | Mejor actriz de reparto              | Red Book               | Ganadora  | [ 39 ]        |
| 2019 | 3rd Korean Musical Awards   | Mejor actriz de reparto              | Red Book               | Ganadora  | [ 40 ]        |
| 2020 | 56th Baeksang Arts Awards   | Mejor actriz de reparto              | La frecuencia del amor | Nominada  | [ 41 ] [ 42 ] |
| 2020 | Chunsa Film Art Awards 2020 | Mejor actriz de reparto              | La frecuencia del amor | Nominada  | [ 43 ]        |
| 2025 | 61.os Premios Baeksang Arts | Mejor actriz de reparto (televisión) | Hide                   | Pendiente | [ 44 ] [ 45 ] |